# Pseudocochliobolus pallescens
Pseudocochliobolus pallescens är en svampart som beskrevs av Tsuda & Ueyama 1983. Pseudocochliobolus pallescens ingår i släktet Pseudocochliobolus och familjen Pleosporaceae.   Inga underarter finns listade i Catalogue of Life.